# 北都ハイヤー (北海道中標津町)
株式会社北都ハイヤー（ほくとハイヤー）は、北海道標津郡中標津町に本社を置き、主に道東地域でハイヤー業を行っている企業である。

## 会社概要
- 1994年3月：株式会社こだまハイヤーより経営を引継ぎ株式会北都ハイヤーを設立

## 本社・営業所
- 本社：北海道標津郡中標津町東11条北1丁目1番地
- 営業所：北海道標津郡中標津町東3条北1丁目4番地

## 関連会社
- 釧根開発株式会社
- 釧根開発運輸株式会社
- 株式会社釧根自動車整備工場
- 株式会社北武商事
- 開盛コンクリート株式会社
- 株式会社旭観光バス
- 北武レンタリース
- 株式会社トーヨーグランドホテル
- 株式会社エフ・エムコーポレーション
- 株式会社さんわ